# Satoru Inoue
Satoru Inoue (en japonais 井上 悟, né le 21 juillet 1971 à Kishiwada) est un ancien athlète japonais, spécialiste du sprint et du relais.
Il mesure 1,68 m pour 65 kg.
Il détenait jusqu'en 2007, en 38 s 31, le record d'Asie du relais 4 × 100 m, obtenu à Athènes en 1997. Il est 6e aux Jeux olympiques de Barcelone en 38 s 77.
Son meilleur temps sur 100 m n'est que de 10 s 34 (-0,8) obtenu lors des Championnats du monde à Stuttgart en 1993.